# Pittsburgh International Airport
Pittsburgh International Airport (IATA-code: PIT, ICAO-code: KPIT) is de luchthaven van de stad Pittsburgh in de staat Pennsylvania, in de Verenigde Staten.
De luchthaven bevindt zich ca. 26 km ten westen van het centrum van de stad op 367 meter boven zeeniveau en heeft vier start- en/of landingsbanen. Jaarlijks vinden er ca. 450.000 vliegbewegingen plaats (volgens de eigen website).